# Iain Mhic Fhearchair
Iain Mhic Fhearchair (Hogha Gearraidh, circa 1693 — Eabhal, 14 april 1779) was een Schots dichter. Zijn naam wordt in het Engels vertaald als John MacCodrum.
Mhic Fhearchair was een bard uit het uiterste westen van het eiland Uibhist a Tuath, en geldt als een van de belangrijkste vertegenwoordigers van de port-a'bheul, een traditie van duizenden liederen die op de Hebriden gezongen worden en er tot het collectieve geheugen behoren. Zijn ouders moeten pachters van de clan MacDonald geweest zijn: de maatschappij van de Schotse Hooglanden was nog tot in de late 19de eeuw feodaal gestructureerd, waarbij boeren land van grondbezitters huurden en het bewerkten in ruil voor politieke bescherming.
De gedichten van Mhic Fhearchair hebben steeds een bijhorende melodie; in de Keltische traditie bestaat geen strikt onderscheid tussen poëzie en zang. Zijn oudst bekende lied, 'Duan na Bainnse', is satirisch van aard. Behalve heldenliederen dichtte hij ook over politiek en aardse geneugten.
Hij kwam, zoals uit geschreven getuigenissen blijkt, in contact met Alasdair Mac Mhàistir Alasdair, een latere belangrijke bard, alsmede met James Macpherson, die op zoek was naar bronnen voor diens beruchte frauduleuze epos Ossian. Ook vermoedt men dat hij Jacobitische sympathieën had.
Sir James MacDonald, die de landerijen waarop Mhic Fhearchair woonde bezat, nam hem medio 18de eeuw officieel als huisdichter in dienst; hiervoor reisde de inmiddels bejaarde bard geregeld naar de andere Buiten-Hebriden en naar Skye. Hij was in staat urenlang ballades te reciteren, en bracht zijn broodheer, die Engelstalig was, een goede kennis van het Gaelisch bij. De verregaande obsessie die cultureel Europa toentertijd voor het mysterieuze Keltische verleden had, en de Ossian-sensatie, moeten ongetwijfeld tot Mhic Fhearchairs populariteit hebben bijgedragen.
Mhic Fhearchair was, zoals de meeste barden, ongeletterd; de puirt-a'bheul behoorden tot een oude orale traditie, waarbij dichters tienduizenden verzen uit het hoofd konden opzeggen. De gedichten van Mhic Fhearchair handelen evenwel over talrijke verschillende onderwerpen, zoals buitenlandse politiek, de teloorgang van de Keltische cultuur en oorlog, en vertonen ook invloed van de nieuwe literaire stromingen uit de 18de eeuw. In die zin is het duidelijk dat hij als bard deel uitmaakte van de literaire ontwikkeling van zijn tijd: dat verheft hem boven het niveau van de dorpsdichter. Men kan Mhic Fhearchair als een van de laatste exponenten van de feodale cultuur beschouwen, en tegelijk als wegbereider voor nieuwe stijlen in de Gaelische literatuur; zijn werk is scherpzinnig en vaak humoristisch. Sommige van Mhic Fhearchairs liederen zijn op het eiland Uibhist a Tuath tot op heden bekend. 
De bard van Hogha Gearraidh stierf, waarschijnlijk op zijn zesentachtigste, in het gehucht Airigh a' Phuill, waar de ruïnes van zijn huis nog overeind staan.
- Virtual International Authority File: 315615271